# Anamirta cocculus
Anamirta cocculus là một loài thực vật có hoa trong họ Biển bức cát. Loài này được (L.) Wight & Arn. mô tả khoa học đầu tiên năm 1834.

## Hình ảnh

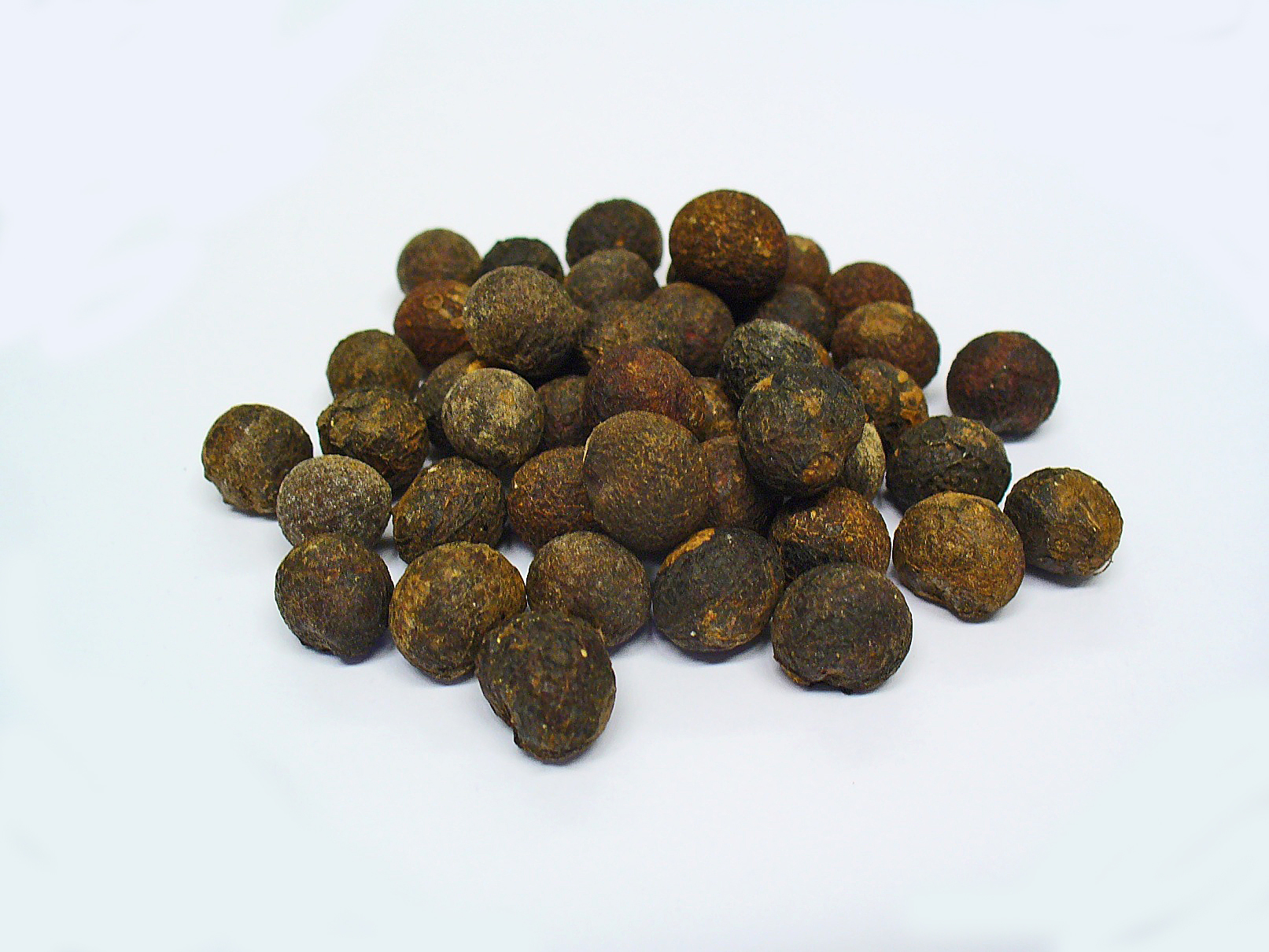
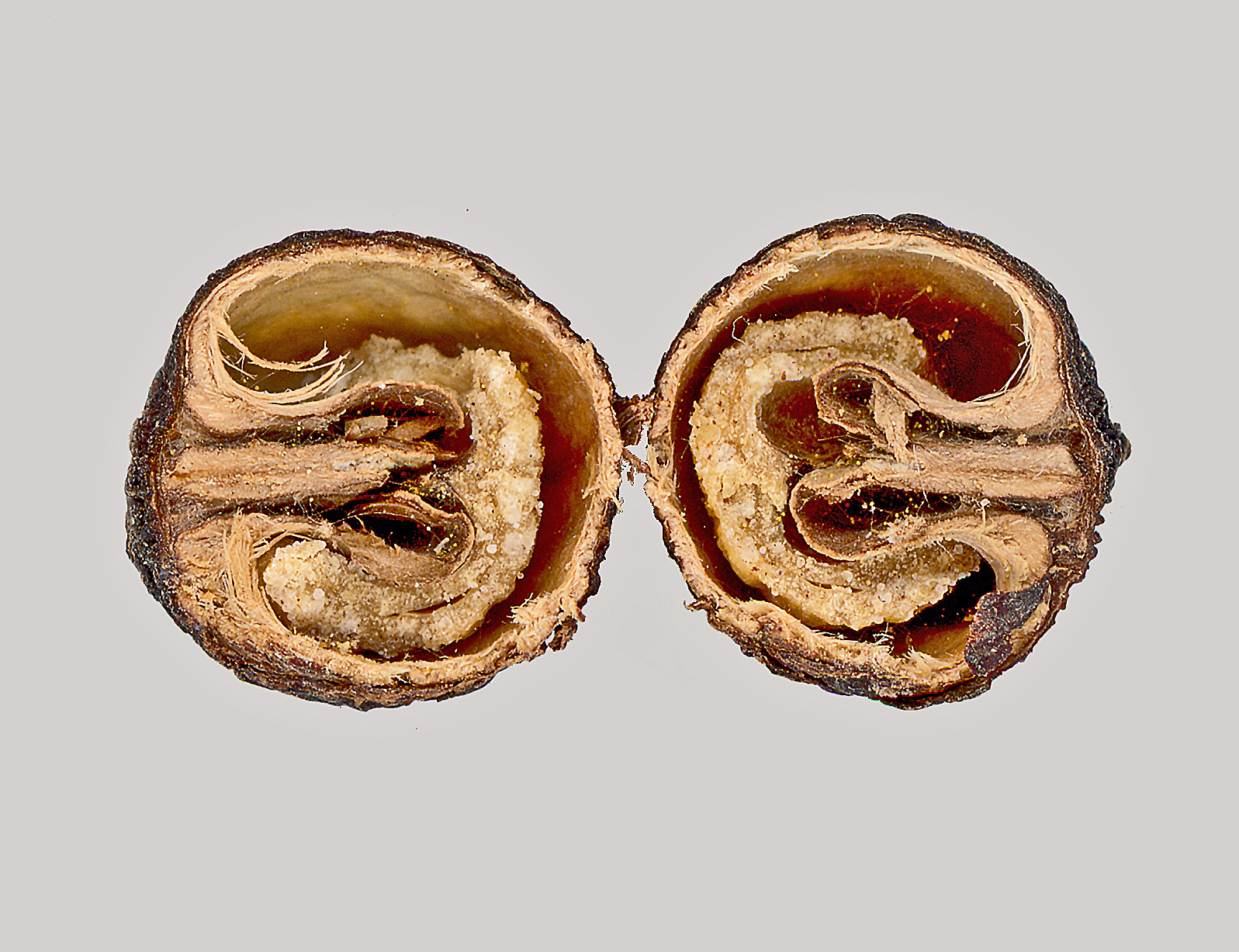
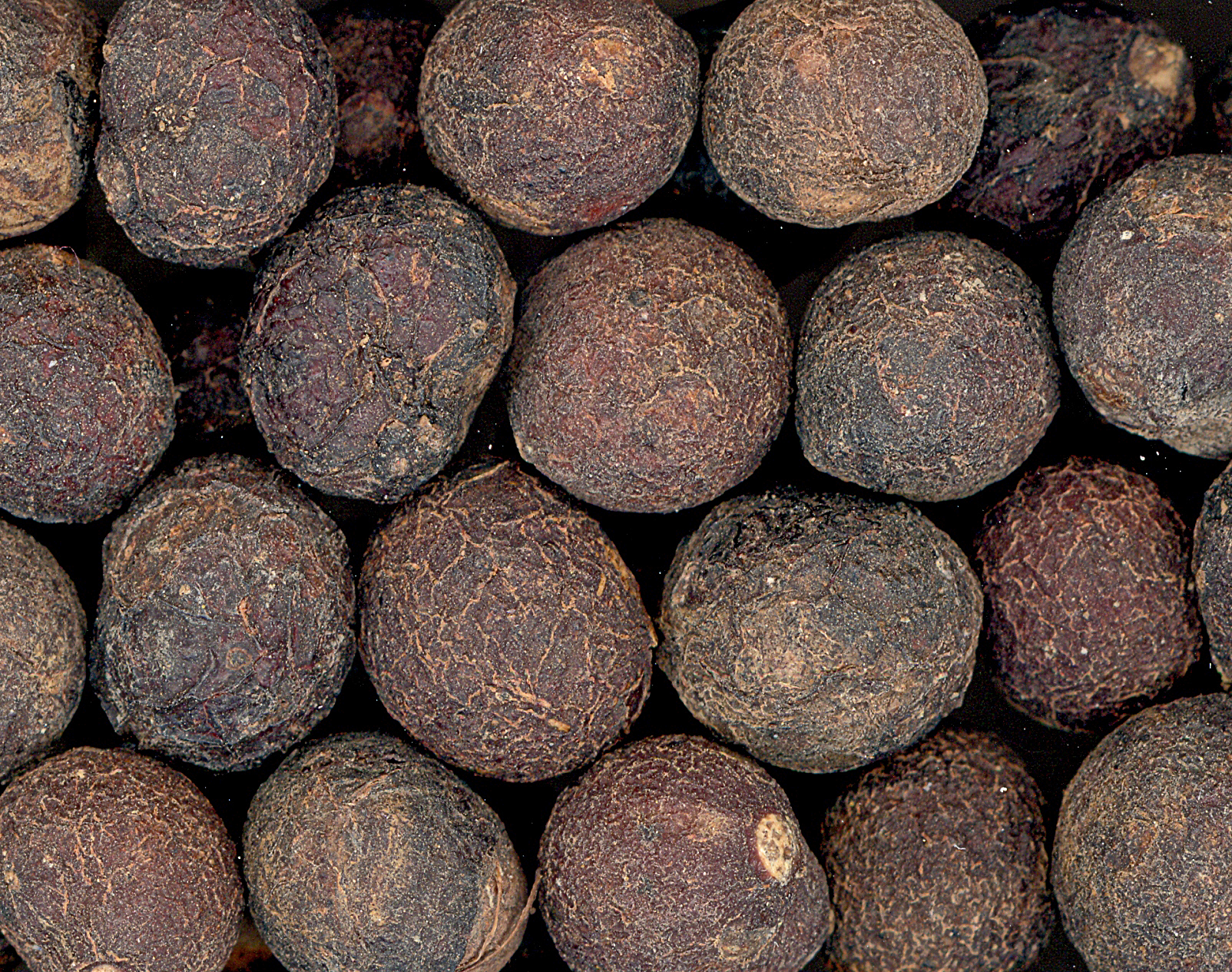
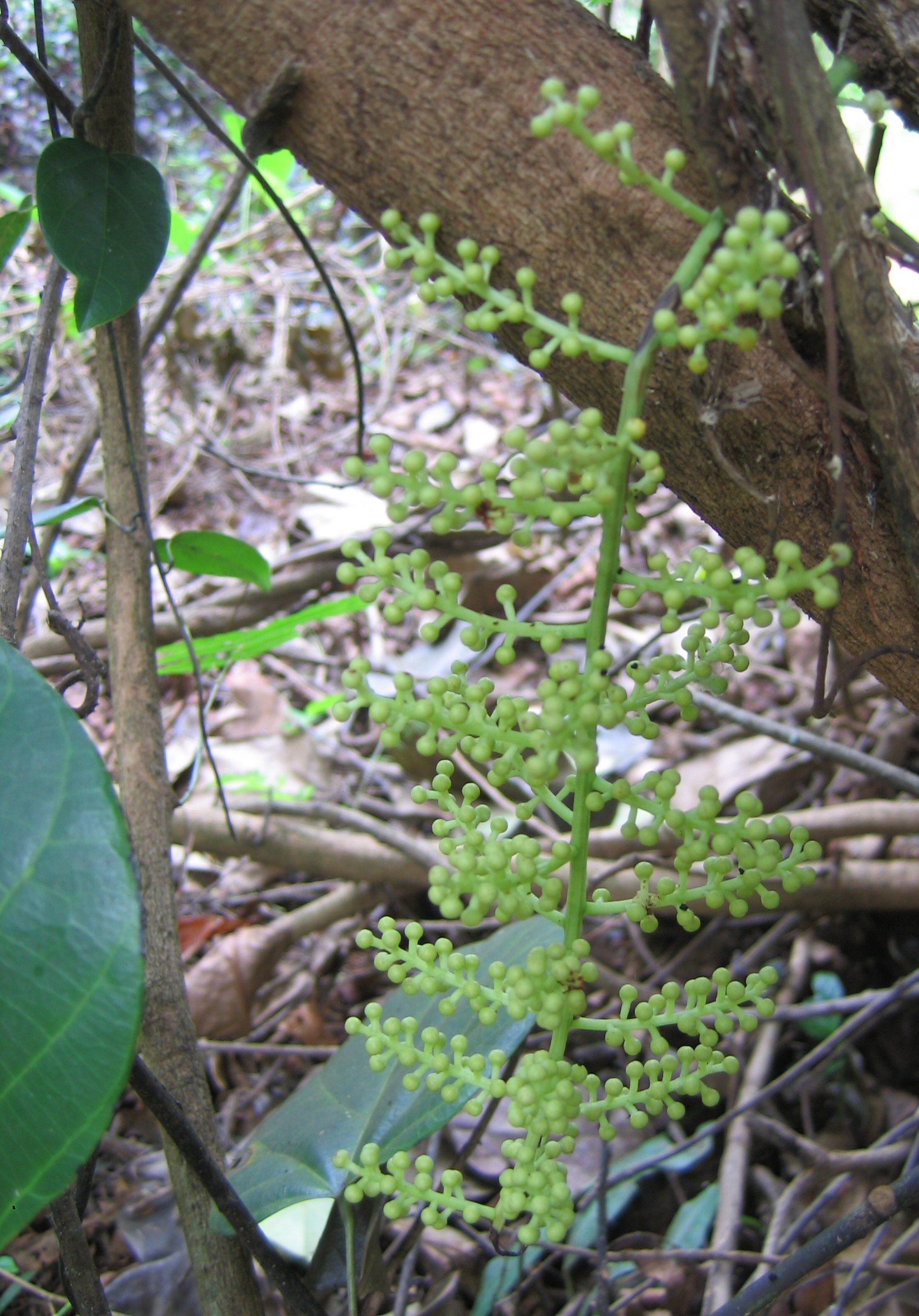